# Altria
Altria Group, Inc. (wcześniejsza nazwa to: Philip Morris Companies Inc.) – holding składający się m.in. z Philip Morris International, Philip Morris USA i Philip Morris Capital Corporation.
27 stycznia 2003 r. Philip Morris Companies Inc. zmieniło nazwę na Altria Group, Inc.